# Sapian
Sapian é um município de  terceira classe de renda municipal (d) na província Capiz, nas Filipinas. De acordo com o censo de 1 de maio  de  2020 possui uma população de 26 697 pessoas e 6 646 domicílios.